# آبشار اوچخوموری
آبشار اوچخوموری (به لاتین: Ochkhomuri Waterfall Natural Monument) یک آبشار و منطقه حفاظت‌شده در گرجستان است.